# ГЕС Агус VI
ГЕС Агус VI — гідроелектростанція на Філіппінах на острові Мінданао. Знаходячись між ГЕС Агус V (вище по течії) та ГЕС Агус VII, входить до складу каскаду на річці Агус, яка дренує озеро Ланао та на північному узбережжі острова впадає до затоки Іліган внутрішнього моря Бохоль (моря Мінданао).
У межах проєкту річку перекрили кам'яно-накидною греблею з комбінованим (земляним/бетонним) ядром висотою 12,5 метра, яка утримує невелике водосховище з корисним об'ємом 1,2 млн м3. Вона спрямовує ресурс до прокладеної в обхід водоспаду Марія-Кристина дериваційної траси, яка включає канал довжиною 0,25 км та підземну ділянку довжиною близько 0,5 км. В системі також працюють два запобіжні балансувальні резервуари надземного типу.
В 1953—1956 роках станцію, яка тоді носила назва ГЕС Марія-Кристина, ввели в експлуатацію з двома турбінами потужністю по 25 МВт. А у 1969—1977 роках додали другу чергу із трьох турбін потужністю  по 50 МВт. При напорі 164 метри це обладнання забезпечує виробництво 1 млрд кВт·год електроенергії на рік.
Видача продукції відбувається по ЛЕП, розрахованій на роботу під напругою 138 кВ.